# Doug West
Jeffery Douglas West, detto Doug (Altoona, 27 maggio 1967), è un ex cestista e allenatore di pallacanestro statunitense, professionista nella NBA.
È il cugino di Ricky Shields.

## Carriera
È stato selezionato dai Minnesota Timberwolves al secondo giro del Draft NBA 1989 (38ª scelta assoluta).

## Statistiche

### NCAA
| Anno      | Squadra            | PG  | PT | MP   | TC%  | 3P%  | TL%  | RP  | AP  | PRP | SP  | PP   |
| --------- | ------------------ | --- | -- | ---- | ---- | ---- | ---- | --- | --- | --- | --- | ---- |
| 1985-1986 | Villanova Wildcats | 37  | -  | 26,9 | 51,5 | -    | 68,2 | 3,7 | 0,4 | 0,7 | 0,4 | 10,2 |
| 1986-1987 | Villanova Wildcats | 31  | -  | 33,0 | 47,9 | 37,2 | 72,9 | 4,9 | 0,3 | 0,6 | 0,3 | 15,2 |
| 1987-1988 | Villanova Wildcats | 37  | -  | 34,6 | 49,7 | 42,7 | 72,4 | 4,9 | 2,2 | 1,0 | 0,3 | 15,8 |
| 1988-1989 | Villanova Wildcats | 33  | -  | 34,5 | 46,3 | 37,3 | 72,0 | 4,9 | 2,8 | 1,4 | 0,5 | 18,4 |
| Carriera  | Carriera           | 138 | -  | 32,1 | 48,6 | 39,4 | 71,6 | 4,6 | 1,4 | 0,9 | 0,4 | 14,8 |

### NBA

#### Regular season
| Anno      | Squadra             | PG  | PT  | MP   | TC%  | 3P%  | TL%  | RP  | AP  | PRP | SP  | PP   |
| --------- | ------------------- | --- | --- | ---- | ---- | ---- | ---- | --- | --- | --- | --- | ---- |
| 1989-1990 | Minnesota T'wolves  | 52  | 0   | 7,3  | 39,3 | 27,3 | 81,3 | 1,3 | 0,3 | 0,2 | 0,1 | 2,6  |
| 1990-1991 | Minnesota T'wolves  | 75  | 1   | 11,0 | 48,0 | 0,0  | 69,0 | 1,8 | 0,6 | 0,5 | 0,3 | 3,9  |
| 1991-1992 | Minnesota T'wolves  | 80  | 72  | 31,8 | 51,8 | 17,4 | 80,5 | 3,2 | 3,5 | 0,8 | 0,3 | 14,0 |
| 1992-1993 | Minnesota T'wolves  | 80  | 80  | 38,8 | 51,7 | 8,7  | 84,1 | 3,1 | 2,9 | 1,1 | 0,3 | 19,3 |
| 1993-1994 | Minnesota T'wolves  | 72  | 61  | 30,3 | 48,7 | 12,5 | 81,0 | 3,2 | 2,4 | 0,9 | 0,3 | 14,7 |
| 1994-1995 | Minnesota T'wolves  | 71  | 65  | 32,8 | 46,1 | 18,0 | 83,7 | 3,2 | 2,6 | 0,9 | 0,3 | 12,9 |
| 1995-1996 | Minnesota T'wolves  | 73  | 16  | 22,5 | 44,5 | 7,7  | 79,2 | 2,2 | 1,6 | 0,4 | 0,2 | 6,4  |
| 1996-1997 | Minnesota T'wolves  | 68  | 66  | 28,2 | 46,7 | 33,3 | 68,1 | 2,2 | 1,7 | 0,9 | 0,4 | 7,8  |
| 1997-1998 | Minnesota T'wolves  | 38  | 10  | 18,1 | 37,4 | 0,0  | 72,5 | 2,2 | 1,2 | 0,3 | 0,1 | 4,1  |
| 1998-1999 | Vancouver Grizzlies | 14  | 2   | 21,0 | 47,7 | 0,0  | 76,0 | 1,8 | 1,4 | 1,1 | 0,5 | 5,8  |
| 1999-2000 | Vancouver Grizzlies | 38  | 0   | 15,3 | 40,7 | 0,0  | 85,0 | 1,9 | 1,1 | 0,3 | 0,2 | 4,0  |
| 2000-2001 | Vancouver Grizzlies | 15  | 6   | 11,4 | 28,9 | 0,0  | 85,7 | 1,0 | 0,9 | 0,2 | 0,3 | 1,9  |
| Carriera  | Carriera            | 676 | 379 | 24,6 | 48,1 | 19,1 | 80,1 | 2,5 | 1,9 | 0,7 | 0,3 | 9,6  |

#### Play-off
| Anno | Squadra            | PG | PT | MP   | TC%  | 3P% | TL%   | RP  | AP  | PRP | SP  | PP   |
| ---- | ------------------ | -- | -- | ---- | ---- | --- | ----- | --- | --- | --- | --- | ---- |
| 1997 | Minnesota T'wolves | 3  | 3  | 29,0 | 54,5 | 0,0 | 100,0 | 1,3 | 2,0 | 0,7 | 0,3 | 11,0 |

#### Massimi in carriera
- Massimo di punti: 39 vs Golden State Warriors (19 dicembre 1992)[1]
- Massimo di rimbalzi: 11 vs Houston Rockets (16 gennaio 1995)
- Massimo di assist: 9 (3 volte)
- Massimo di palle rubate: 4 (6 volte)
- Massimo di stoppate: 3 (2 volte)
- Massimo di minuti giocati: 53 vs Boston Celtics (15 dicembre 1992)